# Laure (modèle)
Pour les articles homonymes, voir Laure.
Laure est une femme noire qui a vécu pendant la deuxième moitié du XIXe siècle et qui a travaillé, entre autres, en tant que modèle vivant pour des artistes contemporains de son époque. Laure est au centre du tableau Olympia qui est considérée comme une œuvre fondatrice de l'art moderne,,. Elle est portraiturée par Manet dans Portrait de Laure et elle apparaît sur Enfants dans les Tuileries. Certains historiens de l'art pensent que Laure a servi de modèle vivant pour le tableau Le Baiser enfantin de Jacques-Eugène Feyen.

## Représentations de Laure au19esiècle

### Laure peinte par Édouard Manet
Laure a été représentée à trois reprises dans des tableaux de Manet, dont le fameux tableau Olympia, qui est considéré comme une œuvre fondatrice de l'art moderne.
|  |  | Olympia Auteur : Édouard Manet Date : 1863 Technique : huile sur toile Dimensions : 130x190cm Propriétaire : Musée d'Orsay Commentaire : |

|  |  | Portrait de Laure Auteur : Édouard Manet Date : 1862 Technique : huile sur toile Dimensions : 61x50cm Propriétaire : Pinacothèque Giovanni et Marella Agnelli Commentaire : |

|  |  | Enfants dans les Tuileries Auteur : Édouard Manet Date : 1861-1862 Technique : huile sur toile Dimensions : 37,8x46cm Propriétaire : Musée d'art de l'École de design de Rhode Island Commentaire : |

### Laure peinte par Jacques-Eugène Feyen
Denise Murrell reconnaît Laure dans les traits de la personne noire du Baiser enfantin. Selon elle, la ressemblance est frappante.
|  |  | Le baiser enfantin Auteur : Jacques-Eugène Feyen Date : 1865 Technique : huile sur toile Dimensions : 107x150cm Propriétaire : Palais des Beaux-Arts de Lille Commentaire : |

## Biographie

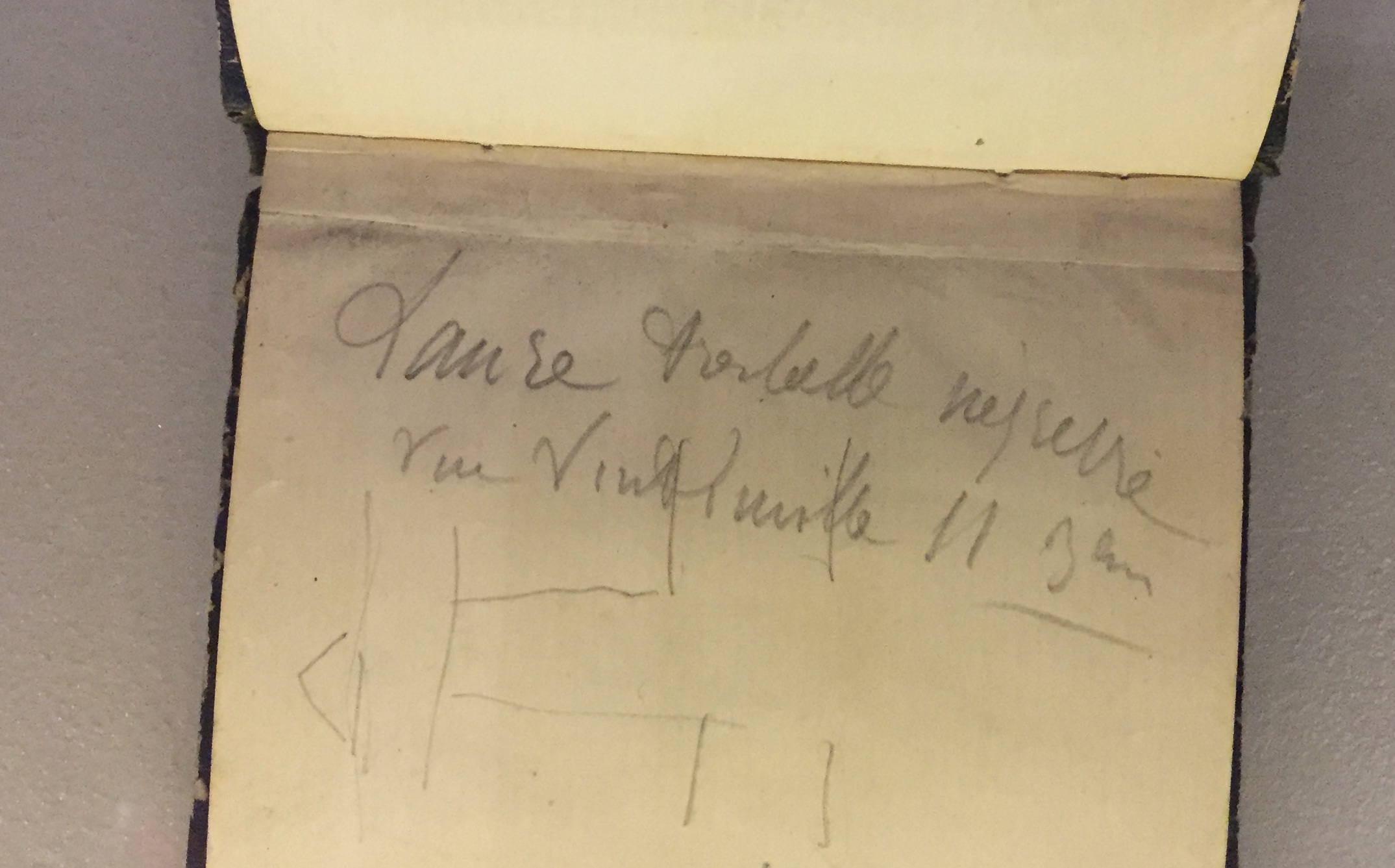
Page du calepin de Manet avec le contact de la modèle

Peu d'éléments biographiques de Laure sont connus. Elle a laissé peu de traces et les historiens ont longtemps omis l'importance de son existence. Dans le cadre de l'exposition Le Modèle noir, de Géricault à Matisse, l'équipe scientifique a sorti Laure de son anonymat et de son invisibilisation. Un carnet de notes d'Édouard Manet fait notamment partie des documents exposés, il nous apprend que Laure vivait au troisième étage du 11, rue de Vintimille à Paris.

« Laure très belle négresse 11 rue de Vintimille 3e »

— Manet, Calepin de l'artiste
Situé au sud de la place de Clichy, c'est un quartier prisé par les artistes, multiethnique et socialement mixte. Elle est probablement lingère ou couturière, comme la plupart des habitants de son immeuble, et modèle occasionnelle. La représentation picturale de Laure est le témoignage de son environnement contemporain où figure une mixité sociale et ethnique en opposition à l'art académique de son temps, qui mêlait alors classicisme et exotisme romantique.

## Thèse doctorale de Denise Murrell
L'historienne de l'art africaine américaine Denise Murrell a dédié sa thèse de doctorat en Histoire de l'Art à Laure, la modèle. La thèse s'intitule Seeing Laure: Race and Modernity from Manet's Olympia to Matisse, Bearden, and Beyond et a été soutenue à l'Université Columbia sous la direction de Anne Higonnet,. L'argument défendu par Denise Murrell est que l'étendue et l'influence de la modernité radicale de Manet peuvent être comprises uniquement si l'on analyse la signification des deux figures présentes dans l’œuvre Olympia. Elle soutient que le discours de l'histoire de l'art a posé un silence historique sur la représentation et l'héritage de Laure. Selon Denise Murrell, l'histoire de l'art n'aurait pas pris en compte la signification que la muse féminine noire aurait pour la formation du modernisme. Denise Murrell affirme que la figure de la femme noire est à la base de l'évolution de l'esthétique de l'art moderne. C'est également le constat de l'historien Pap Ndiaye qui affirme que Laure est quasi inexistante des livres analysant l'Olympia de Manet. Selon Pap Ndiaye, ils traitent davantage du chat noir de l’œuvre que de Laure,.
La thèse de Denise Murrell est à l'origine de l'exposition Le Modèle noir, de Géricault à Matisse au Musée du Quai d'Orsay en 2019.

## Postérité
L'artiste française Elizabeth Colomba a fait une réinterprétation de Laure en 2018 sur une toile qui a fait partie de l'exposition Posing Modernity: The Black Model From Manet and Matisse to Today.